# Campeonato Peruano de Futebol de 1942
O Campeonato Peruano de Futebol de 1942 foi a 26º edição da divisão principal do campeonato Nacional de Futebol no Peru. O campeão foi o Sport Boys que conquistou seu 3º título na história da competição.

## Classificação
| P  | Equipe                    | PJ | PG | PE | PP | GF | GC | -  |
| -- | ------------------------- | -- | -- | -- | -- | -- | -- | -- |
| 1  | Sport Boys                | 9  | 6  | 2  | 1  | 22 | 10 | 23 |
| 2  | Deportivo Municipal       | 9  | 6  | 1  | 2  | 21 | 10 | 22 |
| 3  | Universitario de Deportes | 9  | 5  | 2  | 2  | 17 | 14 | 21 |
| 4  | Sucre FC                  | 9  | 5  | 2  | 2  | 13 | 10 | 21 |
| 5  | Alianza Lima              | 9  | 3  | 3  | 3  | 18 | 18 | 18 |
| 6  | Atlético Chalaco          | 9  | 4  | 0  | 5  | 13 | 12 | 17 |
| 7  | Sporting Tabaco           | 9  | 4  | 0  | 5  | 17 | 19 | 17 |
| 8  | Centro Iqueño             | 9  | 3  | 1  | 5  | 12 | 15 | 16 |
| 9  | Telmo Carbajo             | 9  | 2  | 2  | 5  | 14 | 18 | 15 |
| 10 | Santiago Barranco         | 9  | 0  | 1  | 8  | 10 | 31 | 10 |